# Hrvatski akademski košarkaški klub Mladost
La Hrvatski akademski košarkaški klub Mladost ("Associazione accademica croata pallacanestro Mladost"; abbreviato in H.A.K.K. Mladost) è una squadra di pallacanestro croata, con sede nella capitale Zagabria. Fondata nel 1946, fa parte della società polisportiva Hrvatski akademski športski klub Mladost.